# Om naturen

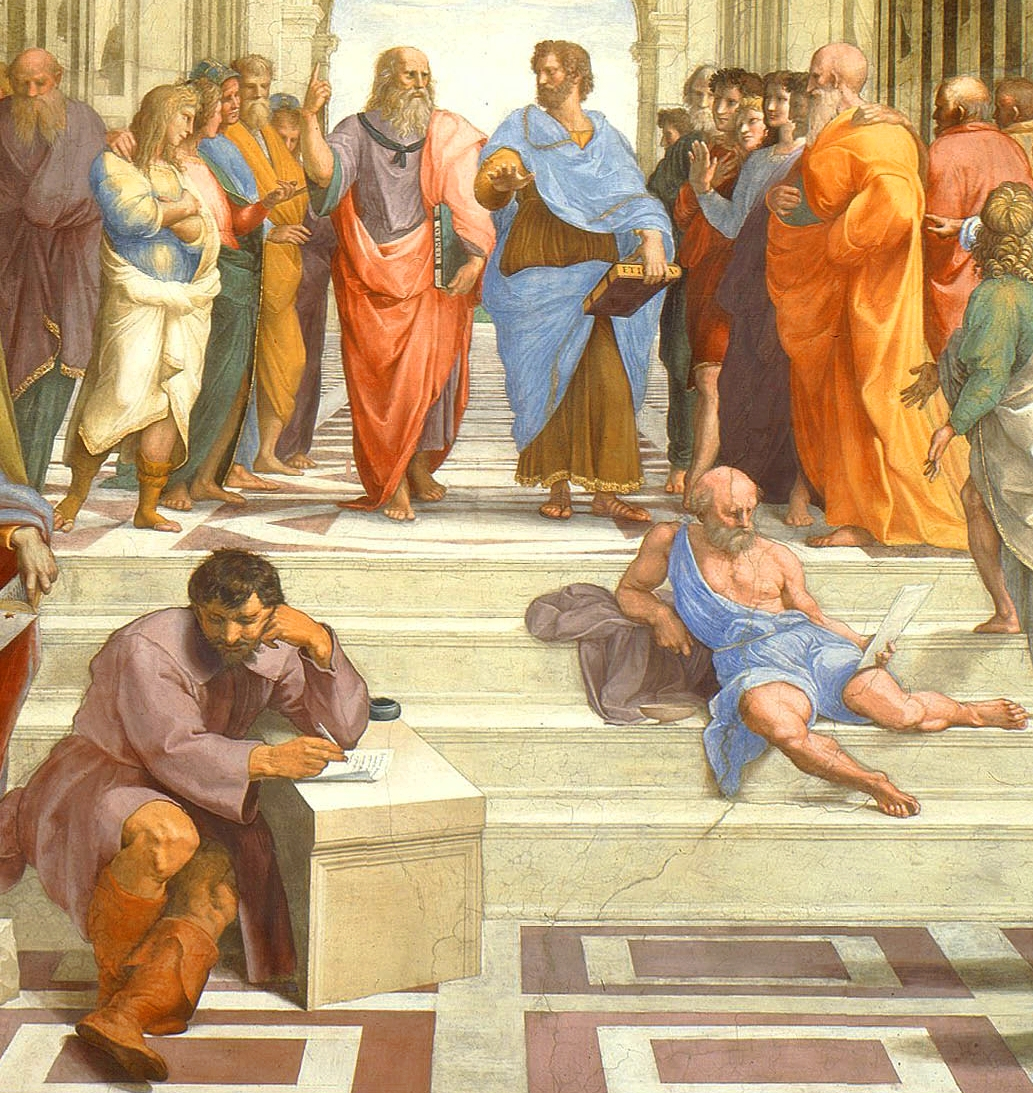
Herakleitos, nere till vänster, är avbildad avsides från de övriga filosoferna i Rafaels freskmålning Skolan i Aten, 1509–1511.

Om naturen är en förlorad bok av den försokratiske filosofen Herakleitos, verksam i slutet av 500-talet före Kristus. Bokens innehåll är delvis känt genom citat i andra verk, kommentarer av andra filosofer och en sammanfattning av Diogenes Laertios i Om kända filosofers liv och tankar. Enligt Diogenes var boken även känd som Muserna, En säker kurs på livets resa mot sitt mål, Sedernas rättesnöre och En för alla gällande levnadsordning.

## Innehåll
Diogenes anger att boken bestod av tre delar, om alltet, om politik och om teologi, men att den genomgående handlar om naturen. Han återger ett rykte att den avsiktligen var skriven "något dunkel för att bara de kunniga skulle kunna ta del av den och för att den inte på grund av folklighet skulle bli föraktad". Samtidigt var Herakleitos' stil "ojämförligt koncis och kraftfull". Centralt i Herakleitos' lära är, enligt Diogenes, att eld är alltings ursprung och upplösning, att det finns en ödets lag, att allting sker genom motsatta rörelser och att allting är uppfyllt av själar och gudaväsen. De andra elementen uppstår genom eldens kondensering till fukt, fuktens förtätning till vatten, vattnets förstelning till jord, jordens upplösning åter till vatten, och havets utdunstning till allting annat. Dessa förvandlingar kan vara vägen uppåt eller nedåt och vara förknippade med ljus eller mörker.

## Eftermäle
Boken var deponerad i Artemistemplet i Efesos. Den gav upphov till efterföljare som kallades herakleitiker. En sådan efterföljare skildras, och möjligen häcklas, i Platons dialog Kratylos.
Citat från Herakleitos förekommer hos omkring 40 olika författare, bland annat Platon, Aristoteles, Plutarchos, Marcus Aurelius, Klemens av Alexandria, Sextus Empiricus och Hippolytus. De samlade Herakleitosfragmenten gavs ut på svenska 1997 i översättning av Håkan Rehnberg och Hans Ruin.